# Terrisio d'Atina
Terrisio d'Atina (Magister Terrisius; ... – XIII secolo) è stato un letterato mediolatino, attivo nel Regno di Sicilia della prima metà del Duecento, membro dell'entourage di Federico II di Svevia.

## Biografia
Pochissime sono le notizie biografiche che si conoscono di lui.
Terrisio fu un esponente di seconda generazione della Scuola dictaminale di Capua, e fu maestro di ars dictandi all'Università di Napoli.
Una sua epistola di compianto per la morte del maestro Bene da Firenze (o Bonus, morto prima del 1242), indirizzata a studenti e docenti dell'Università di Bologna, rivela che fu in contatto con gli ambienti intellettuali dello Studium bolognese, in cui dovette forse compiere la sua formazione superiore.
Il suo legame con la corte Hohenstaufen è documentato con certezza per gli anni dal 1237 al 1246.
Si sa anche che ebbe un figlio di nome Nicola, che morì prima del padre. L'informazione, contenuta in un necrologio dell'Abbazia di Montecassino, tramandato dal manoscritto Cassinense 47, non permette però di incardinare l'evento biografico a un'indicazione cronologica precisa, poiché la morte del figlio è genericamente datata al 21 dicembre di un anno indefinito.

## Opere
Terrisio fu epistolografo dell'eccellente cerchia della cancelleria di Federico II, che poteva annoverare figure come Pier della Vigna e Taddeo da Sessa. Fu poi autore di opere a contenuto politico, come il Cesar auguste, princeps mirabilis, o Preconia Frederici, in lode dell'imperatore. Non ci sono tramandati invece trattati o summe retoriche e dictaminali.

### Cesar auguste, princeps mirabilis
Scritto intorno alla seconda degli anni trenta del secolo (probabilmente tra la primavera del 1239 e l'estate del 1241), il carme latino Cesar auguste, princeps mirabilis è tramandato da due testimoni, un manoscritto napoletano e uno palermitano. L'attribuzione a Terrisio, ormai generalmente accettata, è stata in passato contesa da chi credeva di identificare i Preconia con il perduto rhythmus che Quilichino da Spoleto scrisse in onore dell'imperatore (il manoscritto palermitano contiene, peraltro, anche l'Alexandreis di Quilichino.)
I Preconia hanno conosciuto una notevole fortuna editoriale, pubblicati in varie edizioni, la prima delle quali a cura di Winkelmann nel 1859 L'ultima edizione è quella di Fulvio Delle Donne, pubblicata nel 2005.

### Epistolografia
Gli sono attribuite due epistole consolatorie: la già citata lettera all'Università di Bologna per la morte di Bene da Firenze e l'altra, analoga, allo Studio napoletano, in morte del filosofo Arnaldo Catalano, suo collega a Napoli. Queste lettere, insieme con altre di ambito universitario, sono state riedite criticamente da Fulvio Delle Donne.

### Contentio de nobilitate generis et probitate animi
Terrisio, con largo margine di incertezza, potrebbe essere anche individuato come l'autore di una Contentio, riconducibile a una quaestio de nobilitate, una disputa presso la corte Hohenstaufen su nobiltà di sangue e nobiltà d'animo. La Contentio è indirizzata a Pier della Vigna e Taddeo da Sessa. Del suo autore è tramandata solo l'iniziale "T" (con buona probabilità, ma non con assoluta certezza, poiché un testimone riporta anche l'iniziale "G"). L'opera deve essere datata al periodo massima fioritura dei due destinatari, cioè tra la fine degli anni trenta del Duecento e l'inizio del 1248.
Il testo è stato pubblicato da Fulvio Delle Donne nel 2009, in un'edizione critica basata sui testimoni di Palermo (Biblioteca della Società Siciliana di Storia Patria, I. B. 25) e Città del Vaticano (Biblioteca Apostolica Vaticana, mss. Palatino Latino 955 e Vaticano Latino 4957) In esso si riscontrano citazioni di versi dal De consolatione philosophiae di Severino Boezio e dall'Alessandreide (Alexandreis) di Gautier de Châtillon.